# Amèrica del Nord britànica

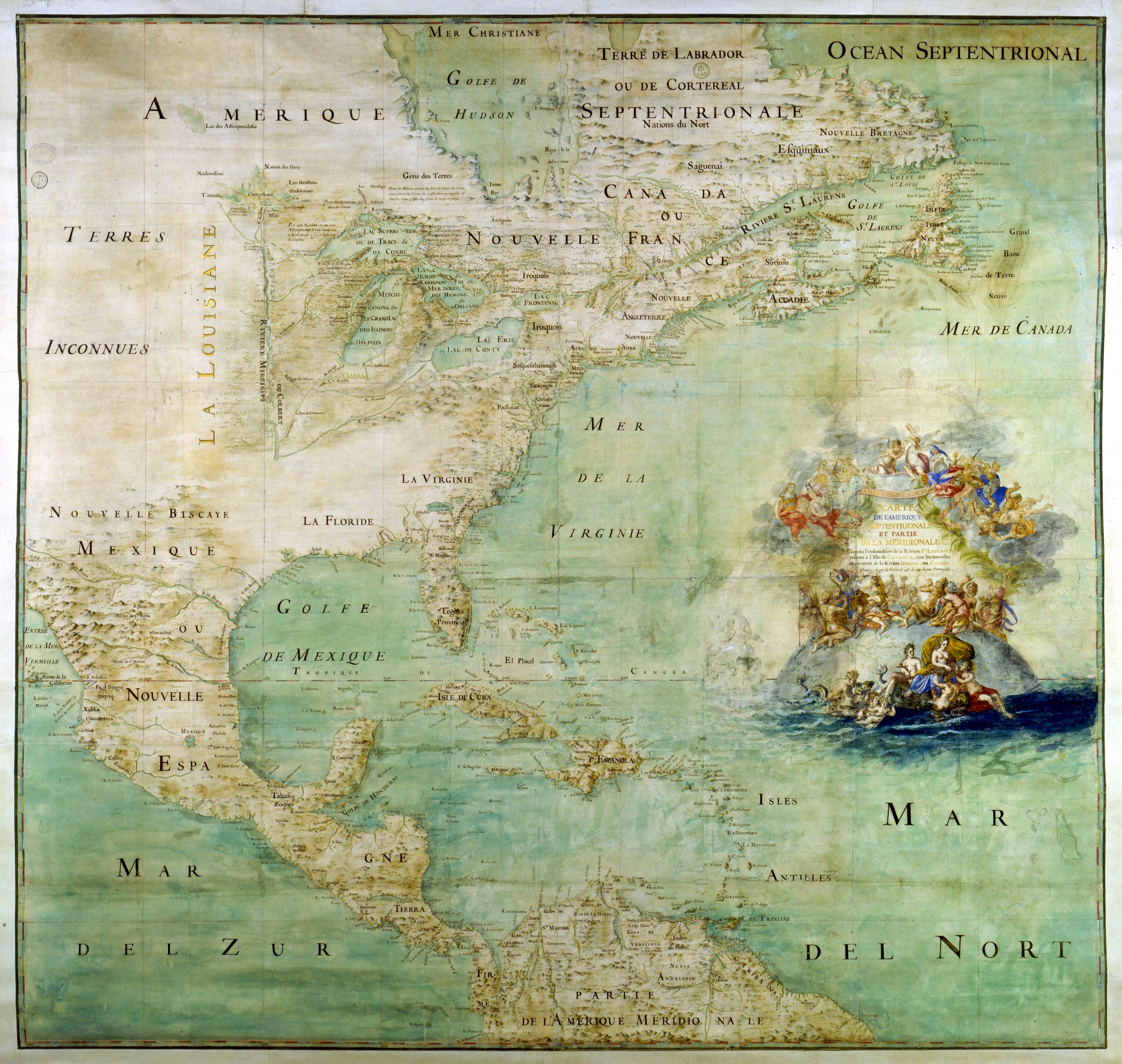
Antic mapa de l'Amèrica del Nord

L'Amèrica del Nord britànica foren les colònies i territoris que després de 1783 van continuar lleials a l'Imperi Britànic a Amèrica del Nord durant els segles xviii i xix. En el moment en què va esclatar la guerra d'independència nord-americana el 1775, l'Imperi Britànic tenia 20 colònies al nord de Mèxic. L'est i oest de Florida van ser cedits a Espanya en el Tractat de París (1783) que va acabar la guerra d'independència nord-americana i després van ser cedits per Espanya als Estats Units el 1819. Entre 1867 i 1873 la resta colònies britàniques a Amèrica del Nord es van reunir per conformar el Domini del Canadà. L'illa de Terranova es va unir al Canadà el 1949.

## Colònies i territoris en l'Amèrica del Nord britànica
Entre 1789 i 1949 eren els següents:
- Nova Escòcia (1713-1867).
  - Colònia Illa de Cape Breton (1784-1820).[4]
- Província de Nova Brunswick (1784-1867).
- Província de Quebec (1763-1791).
- Província de l'Alt Canadà (1791-1840).
- Província del Baix Canadà (1791-1840).
- Províncies Unides del Canadà (1840-1867) (composta per Canadà est i Canadà oest).
- Colònia de Rupertland (1670-1870).
  - Colònia del Riu Vermell (1801-1870).
- Territori del Nord-oest (1859-1870).
- Colònia de la Colúmbia Britànica (1858-1871).
  - Territori Stikine (1862-1863).
  - Colònia de l'Illa Vancouver (1849-1866).
  - Colònies Unides de l'illa Vancouver i Colòmbia Britànica (1866-1871).
- Província de l'Illa Príncep Eduard (1769-1873).
- Província de Newfoundland (1583-1907) (va arribar a ser el Domini de Newfoundland).